# Джамбу
Сизи́гиум прозрачнопло́дный, джамбу, семаранг, или Водяное яблоко (лат. Syzygium aqueum) — плодовое дерево семейства Миртовые.

## Описание

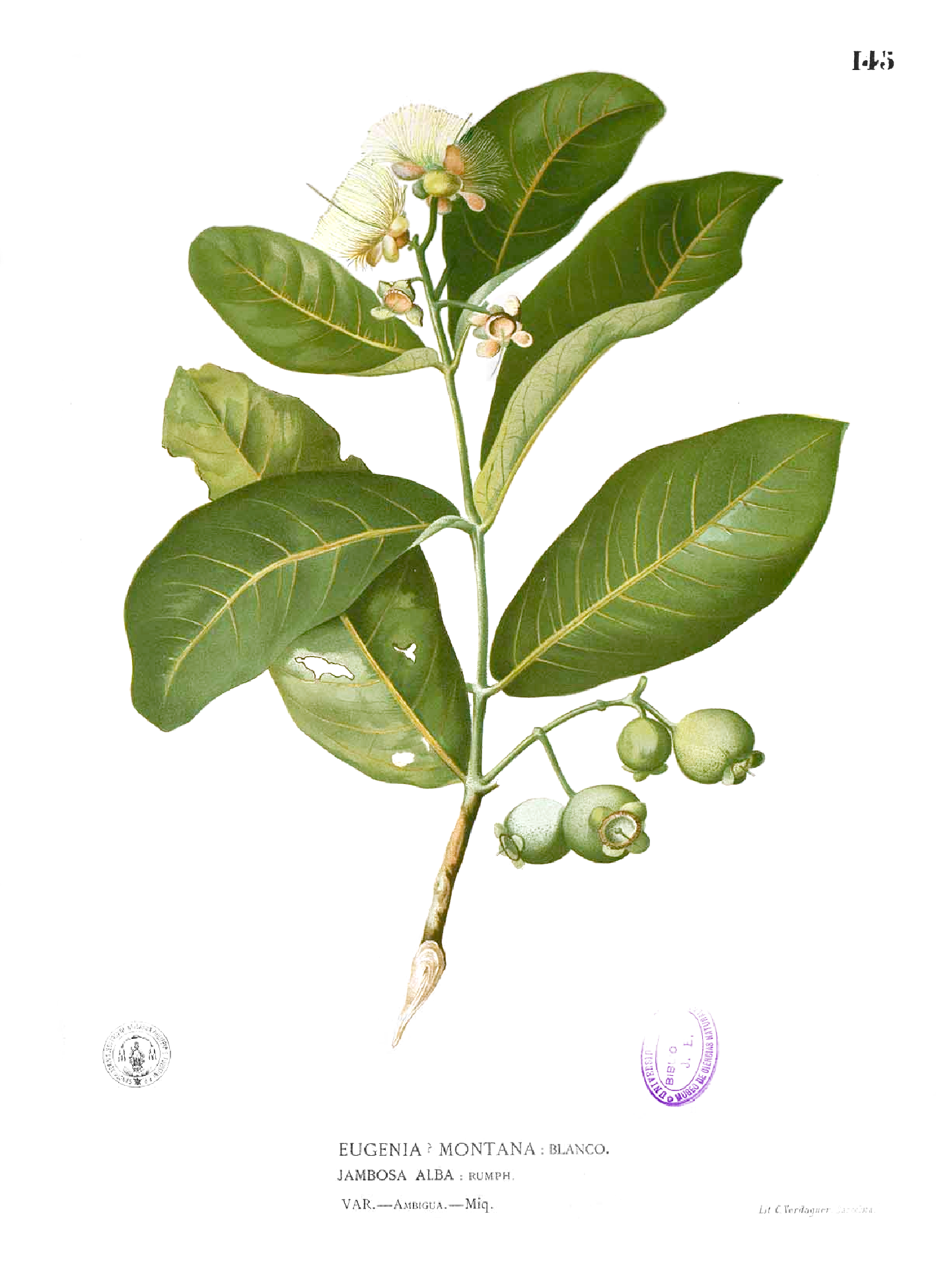
Водяное яблоко. Ботаническая иллюстрация из книги Франсиско Мануэля Бланко «Flora de Filipinas»

Сизигиум прозрачноплодный — вечнозелёное медленнорастущее дерево высотой 3-10 м с коротким изогнутым стволом. Листья кожистые супротивные продолговато-эллиптические сердцевидные, зелёные сверху и желтовато-зелёные снизу, 5-25 см длиной и 2,5-16 см шириной, ароматные при растирании. Цветки бледно-жёлтые, желтовато-белые или бледно-розовые, с четырёхдольной чашечкой, с четырьмя лепестками и с многочисленными тычинками длиной до 2 см, слегка ароматные, собраны в гроздья. Плоды грушевидные, 1,6-2 см длиной и 2,5-3,4 см шириной, покрытые беловатой розовой или красной, тонкой восковой кожицей. Внутри плода содержится белая или розовая сочная хрустящая мякоть со слабым сладковатым ароматом и 1-6 маленьких семян. Плоды некоторых деревьев полностью бессемяны. Плоды созревают два раза в год: в августе и ноябре.

## Распространение
Джамбу происходит из Южной Индии и Малайзии. Издавна выращивалась в Малайзии, Индокитае, Индонезии, на Шри-Ланке и на Филиппинах. В настоящее время в незначительных масштабах культивируется на Гавайских островах и на Тринидаде.

## Использование
Плоды джамбу съедобны в свежем виде и иногда используется, как компонент, в фруктовых салатах. Отвар коры дерева применяется при диарее.